# 神戸市電平野線
平野線（ひらのせん）は、かつて神戸市の有馬道停留場 - 平野停留場間を結んでいた神戸市電の軌道路線である。全線国道428号（有馬街道）上を走っていた。

## 沿革
- 1913年（大正2年）9月3日：有馬道停留場 - 平野停留場間（1.403km）が開業。
- 1961年（昭和36年）以前
  - 多聞通停留場を多聞通6丁目停留場に改称。
  - 多聞通6丁目停留場を廃止。
- 1968年（昭和43年）4月21日：有馬停留場 - 平野停留場間の廃止により全線廃止。

## 駅一覧
- 1962年（昭和37年）7月当時。
- 背景色がグレーの駅は廃止・休止駅。

| 停留場名     | 読み                        | 接続路線     | 廃止日        | 備考                             |
| ------------ | --------------------------- | ------------ | ------------- | -------------------------------- |
| 有馬道       | ありまみち                  | 栄町本線     | 1968年4月21日 | 現在の有馬道交差点付近           |
| 多聞通6丁目  | たもんどおり ろくちょうめ   |              | 1968年4月21日 | 開業当初の電停名は多聞通         |
| 楠町6丁目    | くすのきちょう ろくちょうめ | 山手・上沢線 | 1968年4月21日 |                                  |
| 荒田町3丁目  | あらたちょう さんちょうめ   |              | 1968年4月21日 |                                  |
| 家庭裁判所前 | かていさいばんしょまえ      |              | 1968年4月21日 | 神戸家庭裁判所付近               |
| 平野         | ひらの                      |              | 1968年4月21日 | 現在の平野交差点・平野商店街付近 |

## 通過系統
- 1962年（昭和37年）7月当時。

| 系統   | 直通路線 | 通過区間      | 直通路線 |
| ------ | -------- | ------------- | -------- |
| 10系統 | 栄町本線 | 有馬道 - 平野 | －       |
| 11系統 | 栄町本線 | 有馬道 - 平野 | －       |